# Chunrōzan
Chunrōzan (春籠漸) est le pseudonyme d'un mangaka japonais spécialisé dans le hentai.

## Œuvres
- Hime Hajime - 姫はじめ
- Himitsu no Kanzume - 秘密のカンヅメ